# Нанкин-мати

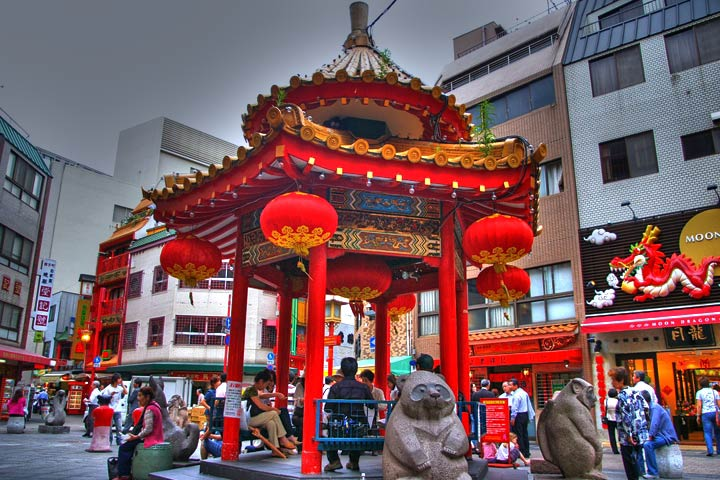
здание Адзумая - символ китайского квартала Кобе

Китайский квартал (Нанкин-мати) — микрорайон в центральном районе Тюо-ку г. Кобе (в префектуре Хёго), расположенный между улицами Мотомати и Сакаэ. Он является символической репрезентацией китайской эстетики и стиля, а кроме того, это зарегистрированная марка Ассоциации содействия развитию торгового квартала Нанкин-мати.

## Основные сведения
Вместе с кварталами Тюкагай в Йокогаме и Синти Тюкагай в Нагасаки Нанкин-мати входит в тройку крупнейших китайских кварталов в Японии. В Нанкин-мати на территории, которая тянется с запада на восток на 200 метров, а с севера на юг — на 100 с небольшим метров, работают более ста магазинов. Во многих из них продаются китайские закуски, сладости, пищевые продукты, сувениры и т. д. В выходные дни улицы квартала наводнены покупателями: местными жителями и туристами. Некоторые магазины  открываются около 10 часов утра, но машины поставщиков ездят по улицам квартала вплоть до 11 часов утра, после чего проезд для машин закрывается.

## История

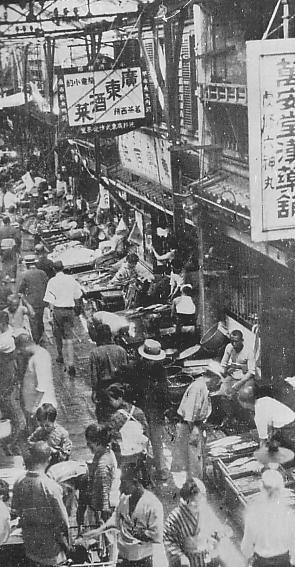
Нанкин-мати в Кобе, 1930-е годы

В 1868 году был открыт порт Кобе и основано поселение для иностранцев. Поскольку в то время не было торгового договора с династией Цин, китайским иммигрантам не разрешалось жить в поселении, поэтому они селились в западном районе, что, как говорят, и положило начало кварталу Нанкин-мати.
После воздушного налета на Кобе в 1945 году район был полностью уничтожен пожаром, и до 1970-х годов переулки оставались невымощенными, а по ночам здесь работали бары для моряков и уличные проститутки. После того, как в 1981 году был разработан "План реализации реконструкции и улучшения окружающей среды Нанкин-мати", этот район стал туристической достопримечательностью.
Хотя китайский квартал пострадал от землетрясения Хансин-Авадзи, строительство в нем все время продолжалось, также и после полного восстановления после землетрясения. В настоящее время Нанкин-мати все так же остается популярным и привлекательным для туристов.

## Мероприятия и праздники
- Китайский новогодний фестиваль
- Весенний фестиваль Корюсюмпу
- Праздник середины осени
- Ярмарка фонарей

## Галерея

Ворота Сэйан в западной части Нанкин-мати
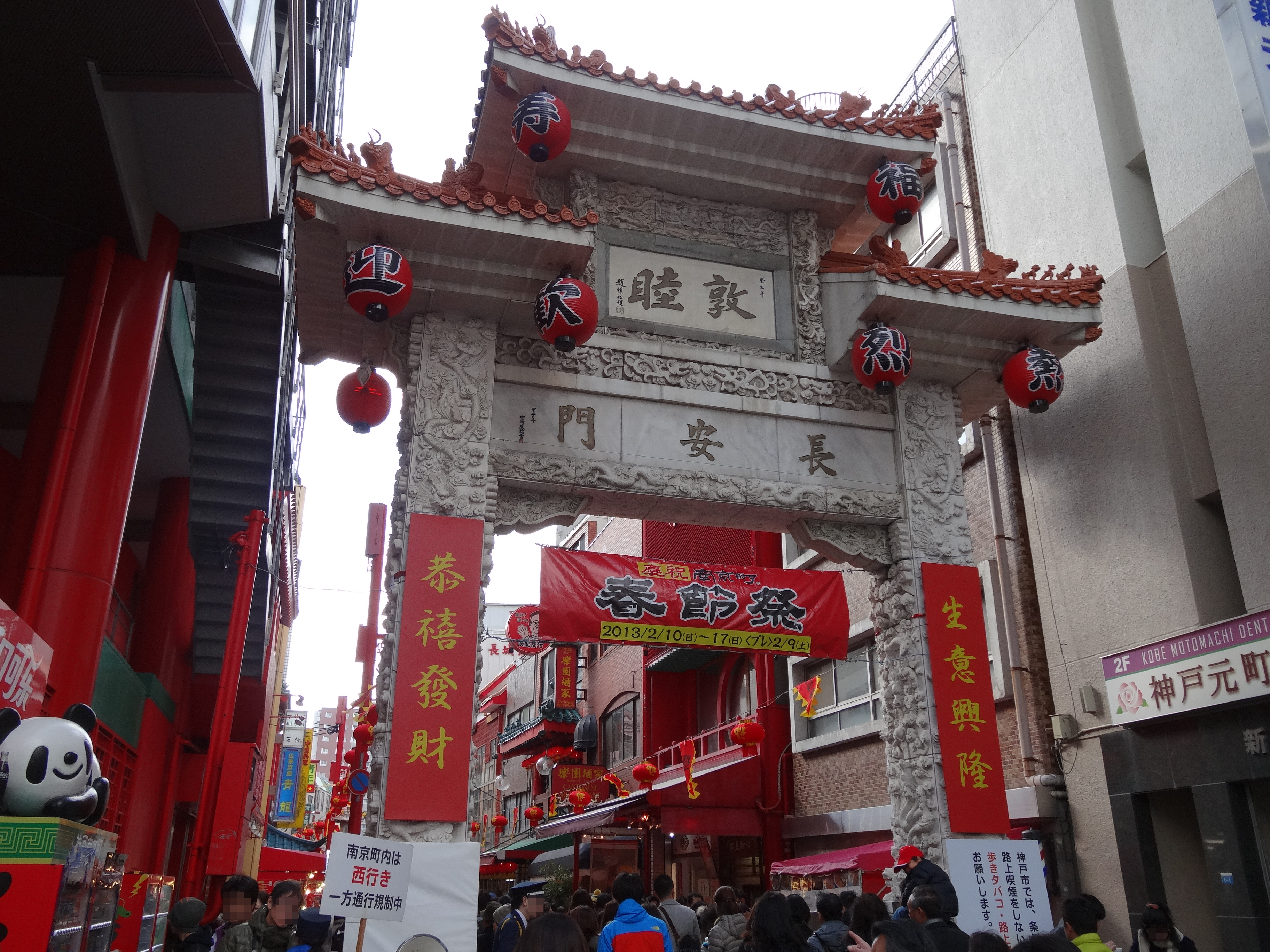
Ворота Тёан в восточной части Нанкин-мати
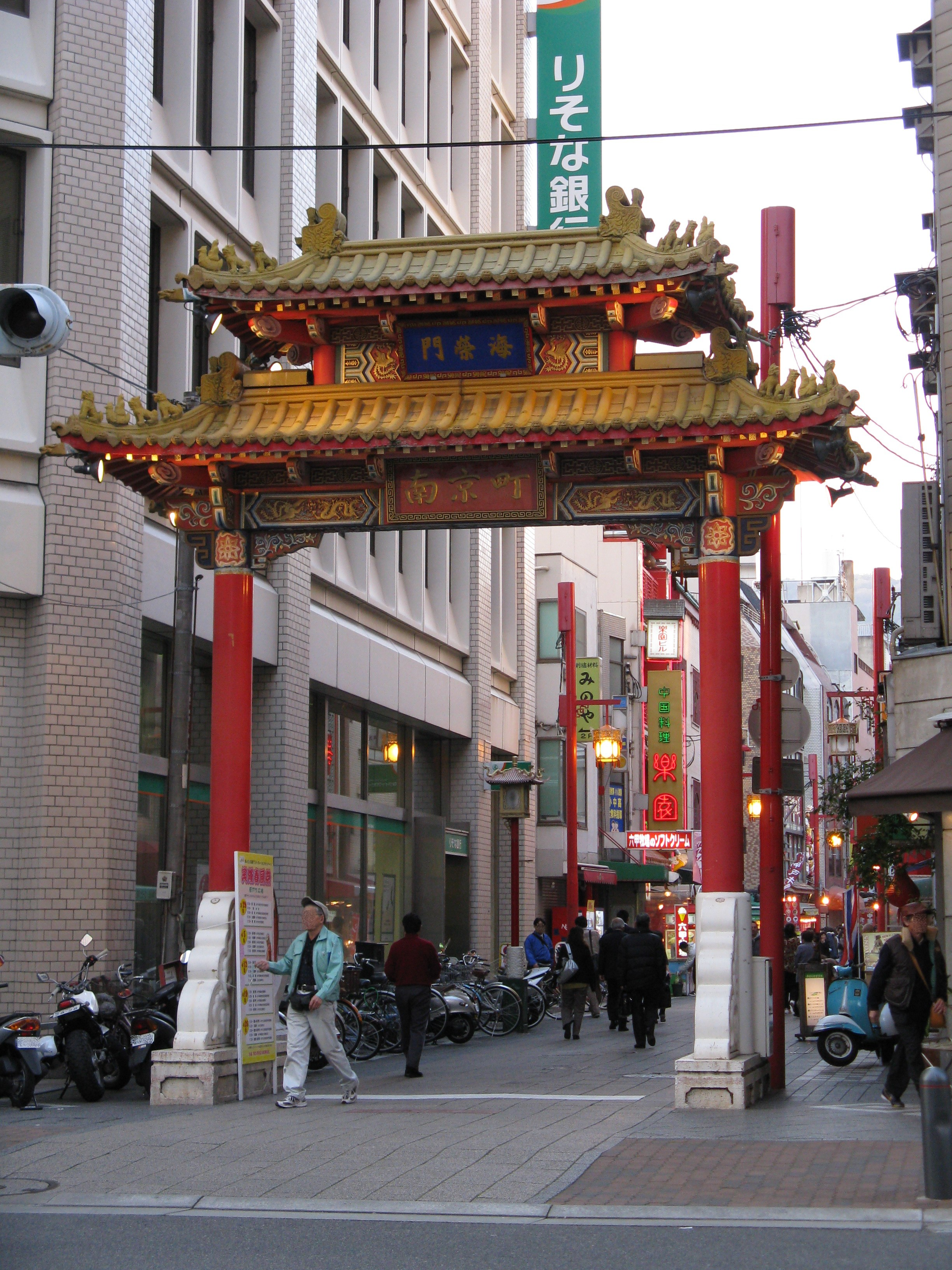
Ворота Кайэй в южной части Нанкин-мати
Площадь Нанкин-мати и ночные фонари